# Chiesa di Sant'Andrea Apostolo (Anguillara Veneta)
La chiesa di Sant'Andrea Apostolo è la parrocchiale di Anguillara Veneta, in provincia e diocesi di Padova; fa parte del vicariato del Conselvano.

## Storia
La prima citazione di una chiesa ad Anguillara Veneta risale al 1077, ma è accertato che una comunità cristiana risiedeva lì già dall'VIII secolo. Anticamente Anguillara era sottoposta alla pieve di Tribano, dalla quale si affrancò nel XV secolo. 
Si sa che nel 1449 la chiesa si presentava semidistrutta, ma non si riuscì a ricostruirla sino al 1536. Nel XVIII secolo anche questa chiesa fu demolita per far posto alla nuova parrocchiale, che fu realizzata in stile barocco.
Alla fine del XIX secolo si decise di demolire questa chiesa per far spazio al nuovo argine.
L'attuale parrocchiale venne edificata tra il 1900 ed il 1906 e, nel 1948, fu restaurato il campanile, che era stato danneggiato durante la Seconda guerra mondiale.

## Interno

### Opere della chiesa
Tra i cinque altari posti all'interno della chiesa, provenienti dall'antica parrocchiale, spicca l'altare maggiore, impreziosito dalle statue raffiguranti Sant'Andrea, patrono della cittadina, e San Pietro, opera dello scultore padovano Giovanni Bonazza.